# Campeonato Europeo de Atletismo en Pista Cubierta de 2000
El XXVI Campeonato Europeo de Atletismo en Pista Cubierta se celebró en Gante (Bélgica) entre el 25 y el 27 de febrero de 2000 bajo la organización de la Asociación Europea de Atletismo (AEA) y la Federación Belga de Atletismo.
Las competiciones se llevaron a cabo en el Flanders Sport Hall. Participaron 549 atletas de 44 federaciones nacionales afiliadas a la AEA.

## Resultados

### Masculino
| Evento                    | Oro                                                                                     | Plata                                                                         | Bronce                                                                           |
| ------------------------- | --------------------------------------------------------------------------------------- | ----------------------------------------------------------------------------- | -------------------------------------------------------------------------------- |
| 60 m (27.02)              | Jason Gardener Reino Unido 6,49 s                                                       | Georgios Theodoridis · Grecia · 6,51 s                                        | Angelos Pavlakakis · Grecia · 6,54 s                                             |
| 200 m (26.02)             | Christian Malcolm Reino Unido 20,54                                                     | Patrick Stevens · Bélgica · 20,70                                             | Julian Golding Reino Unido 21,05                                                 |
| 400 m (27.02)             | Ilia Dzhuvondov Bulgaria 46,63                                                          | David Canal · España · 46,85                                                  | Marc Raquil Francia 47,28                                                        |
| 800 m (27.02)             | Yuri Borzakovski · Rusia · 1:47,92                                                      | Nils Schumann · Alemania · 1:48,41                                            | Balázs Korányi · Hungría · 1:48,42                                               |
| 1500 m (26.02)            | José Redolat · España · 3:40,51                                                         | James Nolan Irlanda 3:41,59                                                   | Mehdi Baala Francia 3:42,27                                                      |
| 3000 m (27.02)            | Mark Carroll Irlanda 7:49,24                                                            | Rui Silva Portugal 7:49,70                                                    | John Mayock Reino Unido 7:49,97                                                  |
| 60 m vallas (26.02)       | Staņislavs Olijars Letonia 7,50                                                         | Tony Jarrett Reino Unido 7,53                                                 | Tomasz Ścigaczewski · Polonia · 7,56                                             |
| Salto de altura (27.02)   | Viacheslav Voronin · Rusia · 2,34 m                                                     | Martin Buss Bermudas 2,34 m                                                   | Dragutin Topić Yugoslavia 2,34 m                                                 |
| Salto con pértiga (26.02) | Alexander Averbuj Israel 5,75                                                           | Martin Erixson · Suecia · 5,60                                                | Rens Blom · Países Bajos · 5,50                                                  |
| Salto de longitud (26.02) | Petar Dachev Bulgaria 8,26                                                              | Bogdan Ţăruş · Rumania · 8,20                                                 | Vitali Shkurlatov · Rusia · 8,10                                                 |
| Salto triple (27.02)      | Charles Friedek · Alemania · 17,28                                                      | Rostislav Dimitrov Bulgaria 17,22                                             | Paolo Camossi · Italia · 17,05                                                   |
| Peso (26.02)              | Timo Aaltonen · Finlandia · 20,62                                                       | Manolo Martínez · España · 20,38                                              | Miroslav Menc · República Checa · 20,23                                          |
| 4 × 400 m (27.02)         | República Checa · Jiří Mužík · Jan Poděbradský · Štěpán Tesařík · Karel Bláha · 3:06,10 | Alemania · Ingo Schultz · Ruwen Faller · Marco Krause · Lars Figura · 3:06,64 | Hungría · Péter Nyilasi · Zétény Dombi · Attila Kilvinger · Tibor Bédi · 3:09,35 |
| Heptatlón (25.02)         | Tomáš Dvořák · República Checa · 6.424 pts.                                             | Roman Šebrle · República Checa · 6.271 pts.                                   | Eriki Nool Estonia 6.200 pts.                                                    |

### Femenino
| Evento                    | Oro                                                                                      | Plata                                                                                     | Bronce                                                                        |
| ------------------------- | ---------------------------------------------------------------------------------------- | ----------------------------------------------------------------------------------------- | ----------------------------------------------------------------------------- |
| 60 m (27.02)              | Ekaterini Thanou · Grecia · 7,05 s                                                       | Petia Pendareva Bulgaria 7,11 s                                                           | lrina Puja · Ucrania · 7,11 s                                                 |
| 200 m (26.02)             | Muriel Hurtis Francia 23,06                                                              | Alenka Bikar Eslovenia 23,16                                                              | Ekaterina Leshchova · Rusia · 23,20                                           |
| 400 m (27.02)             | Svetlana Pospelova · Rusia · 51,66                                                       | Natalia Nazarova · Rusia · 51,69                                                          | Helena Fuchsová · República Checa · 52,32                                     |
| 800 m (27.02)             | Stephanie Graf · Austria · 1:59,70                                                       | Natalia Tsiganova · Rusia · 2:00,17                                                       | Sandra Stals · Bélgica · 2:01,34                                              |
| 1500 m (26.02)            | Violeta Szekely · Rumania · 4:12,82                                                      | Olga Kuznetsova · Rusia · 4:13,45                                                         | Yulia Kosenkova · Rusia · 4:13,60                                             |
| 3000 m (27.02)            | Gabriela Szabo · Rumania · 8:42,06                                                       | Lidia Chojecka · Polonia · 8:42,42                                                        | Marta Domínguez · España · 8:44,08                                            |
| 60 m vallas (26.02)       | Linda Ferga Francia 7,88                                                                 | Patricia Girard Francia 7,98                                                              | Elena Krasovska · Ucrania · 8,03                                              |
| Salto de altura (26.02)   | Kajsa Bergqvist · Suecia · 2,00 m                                                        | Zuzana Hlavoňová · República Checa · 1,98 m                                               | Olga Kaliturina · Rusia · 1,96 m                                              |
| Salto con pértiga (27.02) | Pavla Hamáčková · República Checa · 4,00                                                 | Elena Beliakova · Rusia / · Christine Adams · Alemania · 4,35                             |                                                                               |
| Salto de longitud (27.02) | Erica Johansson · Suecia · 6,89                                                          | Heike Drechsler · Alemania · 6,86                                                         | Iva Prandzheva Bulgaria 6,80                                                  |
| Salto triple (26.02)      | Tatiana Lebedeva · Rusia · 14,68                                                         | Cristina Nicolau · Rumania · 14,63                                                        | Iva Prandzheva Bulgaria 14,63                                                 |
| Peso (26.02)              | Larisa Peleshenko · Rusia · 20,15                                                        | Nadine Kleinert · Alemania · 19,23                                                        | Astrid Kumbernuss · Alemania · 19,12                                          |
| 4 × 400 m (27.02)         | Rusia · Olesia Zikina · Irina Rosichina · Yulia Sotnikova · Svetlana Pospelova · 3:32,53 | Italia · Francesca Carbone · Carla Barbarino · Patrizia Spuri · Virna de Angeli · 3:35,01 | Rumania · Georgeta Lazăr · Otilia Ruicu · Anca Safta · Alina Râpanu · 3:36,28 |
| Pentatlón (25.02)         | Karin Ertl · Alemania · 4.671 pts.                                                       | Irina Vostrikova · Rusia · 4.615 pts.                                                     | Urszula Włodarczyk · Polonia · 4.590 pts.                                     |

## Medallero
| Núm. | País            | Oro | Plata | Bronce | Total |
| ---- | --------------- | --- | ----- | ------ | ----- |
| 1    | Rusia           | 6   | 5     | 4      | 15    |
| 2    | República Checa | 3   | 2     | 2      | 7     |
| 3    | Alemania        | 2   | 6     | 1      | 9     |
| 4    | Bulgaria        | 2   | 2     | 2      | 6     |
| 5    | Rumania         | 2   | 2     | 1      | 5     |
| 6    | Francia         | 2   | 1     | 2      | 5     |
| 6    | Reino Unido     | 2   | 1     | 2      | 5     |
| 8    | Suecia          | 2   | 1     | 0      | 3     |
| 9    | España          | 1   | 2     | 1      | 4     |
| 10   | Grecia          | 1   | 1     | 1      | 3     |
| 11   | Irlanda         | 1   | 1     | 0      | 2     |
| 12   | Austria         | 1   | 0     | 0      | 1     |
| 12   | Finlandia       | 1   | 0     | 0      | 1     |
| 12   | Israel          | 1   | 0     | 0      | 1     |
| 12   | Letonia         | 1   | 0     | 0      | 1     |
| 16   | Polonia         | 0   | 1     | 2      | 3     |
| 17   | Bélgica         | 0   | 1     | 1      | 2     |
| 17   | Italia          | 0   | 1     | 1      | 2     |
| 19   | Eslovenia       | 0   | 1     | 0      | 1     |
| 19   | Portugal        | 0   | 1     | 0      | 1     |
| 21   | Hungría         | 0   | 0     | 2      | 2     |
| 21   | Ucrania         | 0   | 0     | 2      | 2     |
| 23   | Estonia         | 0   | 0     | 1      | 1     |
| 23   | Países Bajos    | 0   | 0     | 1      | 1     |
| 23   | Yugoslavia      | 0   | 0     | 1      | 1     |
|      | TOTAL           | 28  | 29    | 27     | 84    |